# История Чернигова
Чернигов — административный центр Черниговской области, граничащей с Россией и Белоруссией. Город расположен в северной части Украины на правом (высоком) берегу Десны в месте впадения в неё реки Стрижень. Первое упоминание о Чернигове относится к 907 году, таким образом Чернигов является одним из самых древних городов Древней Руси.

## Древняя история

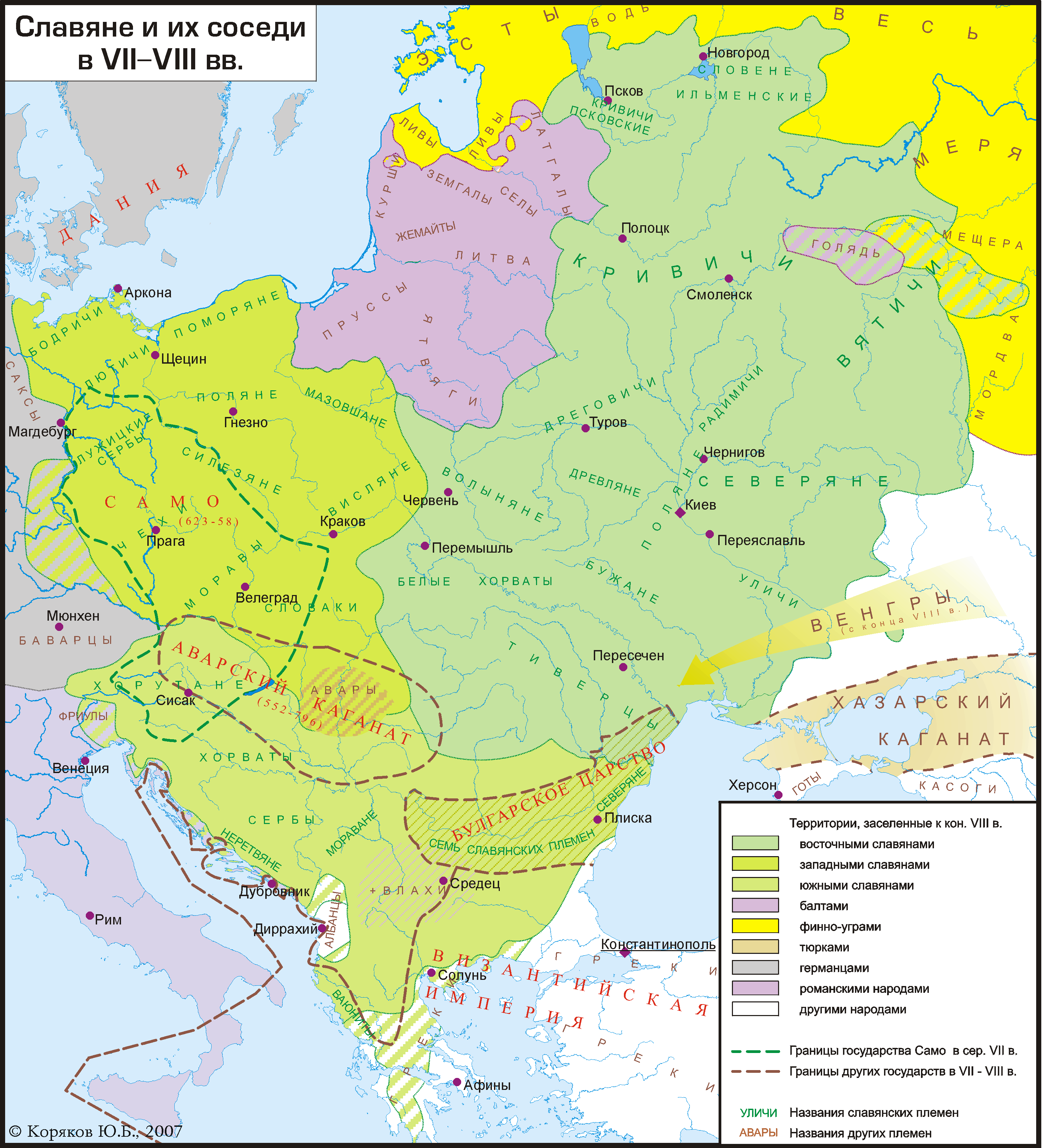
Карта расселения славян и их соседей на конец VIII века.

Отдельные находки эпохи неолита из окрестностей Чернигова свидетельствуют, что первые поселенцы появились здесь ещё в IV тыс. до н. э., а обнаруженные в урочищах Еловщина и Татарская Горка поселения эпохи бронзы указывают на заселение территории города во II тыс. до н. э. В I тыс. н. э. на крутых берегах Десны и Стрижня существовало несколько поселений северян: в пределах древней центральной части Чернигова на Валу, на Елецких и Болдиных горах и в других местах. На территории современного города найдены остатки славянских родовых поселений VII—VIII веков. Высокий берег Десны, прорезанный глубокими ярами, представлял собой естественные (созданные природой) укрепления, дающие возможность одновременно создавать в этой местности несколько защищённых поселений. Дальнейший рост этих поселений привёл в VII веке к их слиянию и образованию города, занимающего выгодное географическое положение в широком бассейне реки Десны. В Чернигове элементы волынцевской и роменской культур не прослеживаются в слоях VIII—X веков. Древнейшим крупным центром северян был Седнев. Чернигов появился несколько позже, но несколько поселений на его территории по масштабам уже в конце IX века превосходили аналогичные поселения в Киеве. Первые укрепления были возведены к рубежу IX—X веков.
В середине X века в трактате Константина VII Багрянородного «Об управлении империей» как один из населённых пунктов «внешней» Росии упомянут город Τζερνιγῶγα, в котором легко угадывается Чернигов).
Увеличение города и строительство новых укреплений началось во второй половине X века — начале XI века. Строятся стены Черниговского детинца, охватившего площадь в 13 га, и стены Окольного града. Ров Окольного града был сооружён в X веке — в тот же промежуток времени когда был построен Черниговский детинец. Борживой Достал, отмечая сходство инвентаря, писал о полной идентичности дружинных могил Киева и Чернигова погребениям в Великой Моравии. Т. Г. Новик и Ю. Ю. Шевченко считают, что в случае Чернигова речь идёт самостоятельной по отношению к киевской, «черниговской династии». До появления первого известного по летописи черниговского князя Мстислава в 6532 (1024) году в Чернигове проживало ок. 30 тыс. человек и по площади (16 га) он, возможно, превышал тогдашний Киев.
Чернигов уже в IX веке становится центром Северской земли, одним из крупнейших городов Древней Руси. Быстрому росту города способствовало выгодное географическое положение в бассейне Десны и её притоков Снов и Сейм. По Десне город поддерживал связь с Киевом и далее по Днепру с Византией. Десна открывала выход к землям в верховьях Волги и Оки, а также к Новгороду. По Волго-Донскому пути Чернигов поддерживал связь с арабским Востоком. Ремёсла, земледелие и торговля составляли основу хозяйственной деятельности Чернигова.
Крупнейшим городищем и «могильником варягов» в Киевской Руси IX—XII веков, по всей видимости, является Шестовицкий археологический комплекс под Черниговом. В Шестовицах, видимо, была дислоцирована размещённая за пределами Чернигова и призванная обеспечить великокняжеский контроль над городом дружина киевского князя, которая противостояла местной боярско-дружинной, землевладельческой знати. Некрополи черниговских бояр и их приближённых плотным кольцом окружали город (могильник летописного Гюричева, курганы «в Берёзках», группа насыпей «Пять Углов», Олегово Поле, Болдино, Троицкая группа и др.). Монументальные курганы, подобные центральным насыпям всех этих групп, есть и в Чернигове в составе собственно городского могильника — Чёрная могила, Курган княжны Чорны.

## В составе Киевской Руси (IX—XIII вв.)
Чернигов — древнее поселение восточно-славянского племени «севера». Олег в конце IX века покорил страну «северы», жившей по течению Десны. Став в IX веке центром Северской земли, уже в X веке Чернигов, наряду с другими городами, имеет важное значение в обороне древнерусского государства от внешних врагов. В XI—XIII веках Чернигов — стольный град Чернигово-Северского княжества, занимавшего огромные пространства левобережья Днепра. Наряду с Киевом и Новгородом Чернигов — один из центров древнерусской культуры, сокровищница зодчества древней Руси. Здесь и поныне сохраняются выдающиеся архитектурные памятники XI—XIII веков. Таким образом, на протяжении X—XIII веков Чернигов являлся вторым после Киева экономическим, политическим и культурным центром Киевской Руси.
Древнерусская летопись «Повесть временных лет» упоминает Чернигов в связи с договором киевского князя Олега 907 года с поверженной Византией, который обязал Византию «даяти уклады на русскиа грады: первое на Киев, та ж на Чернигов, на Переяславль, на Полотск, на Ростов, на Любечь и на прочая городы: по тем бо городам седяху велиции князи под Олгом суще». В этом договоре Чернигов стоит после Киева на втором месте. Вторым после Киева он значится и в торговых договорах с Византией 911 и 944 гг.
Лаконичные строки летописи наглядно свидетельствуют о том, что Чернигов был крупным городом и играл важную роль в жизни древнерусского государства. У черниговских князей были тысячи дружинников, принимавших участие в военных походах на Византию и обороне Руси от кочевых племён. Черниговские купцы имели право беспошлинной торговли в Константинополе.
О могуществе древнего Чернигова свидетельствуют не только летописные данные, но и многочисленные курганы IX—X веков — земляные мавзолеи черниговских князей и их богатырей-дружинников. Тысячи курганов издревле полукругом ограничивали древний город. Ещё в конце XIX века в Чернигове и на его окраинах их насчитывалось около 500. Но после интенсивного и варварского их разграбления на сегодняшний день остались лишь отдельные курганные насыпи на Болдиных горах, в современном районе «5 углов», на Бобровице, в Яловщине и других частях города.
Черниговские курганы справедливо считают богатейшими на Руси. Материалы их раскопок дали исторической науке сотни ценных предметов, характеризующих экономику, быт и культуру наших предков. Курганы Чернигова являются ценнейшими археологическими памятниками, свидетельствующими о важной роли города в древнерусском государстве. Часть раскопанных древних ценностей находится в коллекции исторического музея в Москве и областного музея в Чернигове.
С 1024 года Чернигов становится центром великого княжества, западной границей которого был Днепр, на Юго-Восток его земли простирались до Северного Кавказа, а на Северо-Восток достигали берегов рек Оки и Москвы. Практически половина древнерусских земель входила в состав Черниговского княжества.

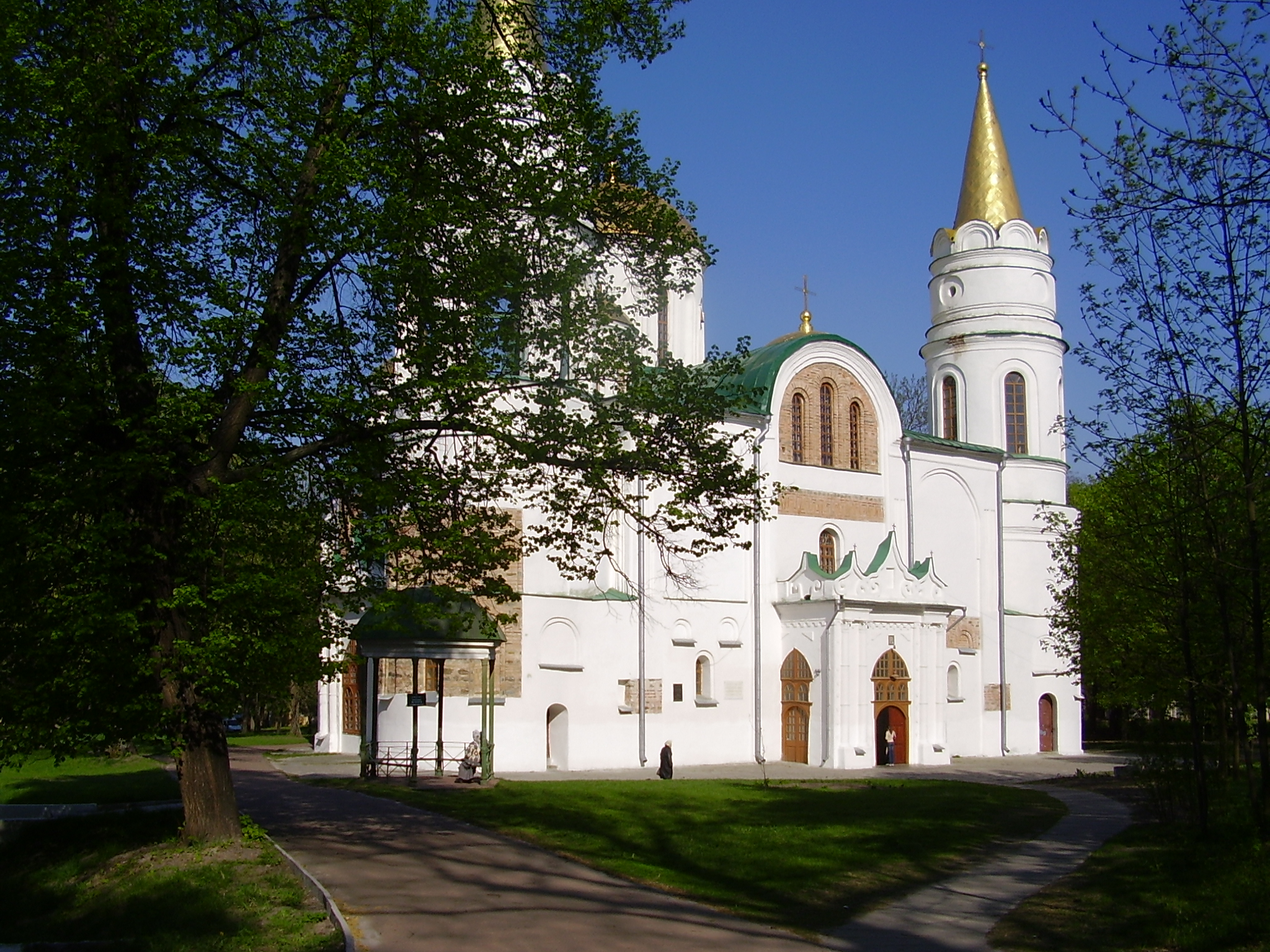
Спасо-преображенский собор

Первым черниговским князем, о котором известно не только из раскопок курганов, но и из летописей, был Мстислав, брат киевского князя Ярослава Мудрого. В центре своего стольного града — «Детинце» (территория современного Вала) он основал княжеский двор и начал строительство Спасского собора, который сохранился до наших дней.
После смерти Мстислава, в 1036 году, Чернигов снова становится подчинён киевскому князю Ярославу. Однако уже в 1054 году древнерусская земля поделена между сыновьями Ярослава. Черниговское княжество досталось Святославу II с которого начинается непрерывный род черниговских князей.
Под Черниговом найдена свинцовая пластина с надписью на греческом языке, датируемая XI веком. Надпись частично расшифрована, это записка жившего в Киеве византийского купца, который просит друга, знакомого с тогдашними чиновниками, посодействовать ему в ведении бизнеса.
В конце XI века в древней Руси снова вспыхивают княжеские междоусобицы. 3 октября 1078 года в окрестностях Чернигова произошла междоусобная битва на Нежатиной Ниве, в которой войска Изяслава и Всеволода Ярославичей и их сыновей Ярополка и Владимира разбили Бориса Вячеславича и Олега Святославича. История Чернигова этого периода ознаменовалась рядом кровавых войн. Город неоднократно переходил из рук в руки. В 1078 году Чернигов штурмом взял Владимир Мономах, который княжил здесь до 18 лет. После Любечского съезда князей в 1097 году, Чернигов достался Давиду Святославовичу. С этого момента черниговская земля навсегда вышла из-под власти киевского князя.
В период феодальной раздробленности XII — начала XIII веков Чернигов сохранил за собой славу одного из крупнейших городов Руси. Он оставался стольным градом великого княжества, а черниговские князья были владельцами многих удельных княжеств.

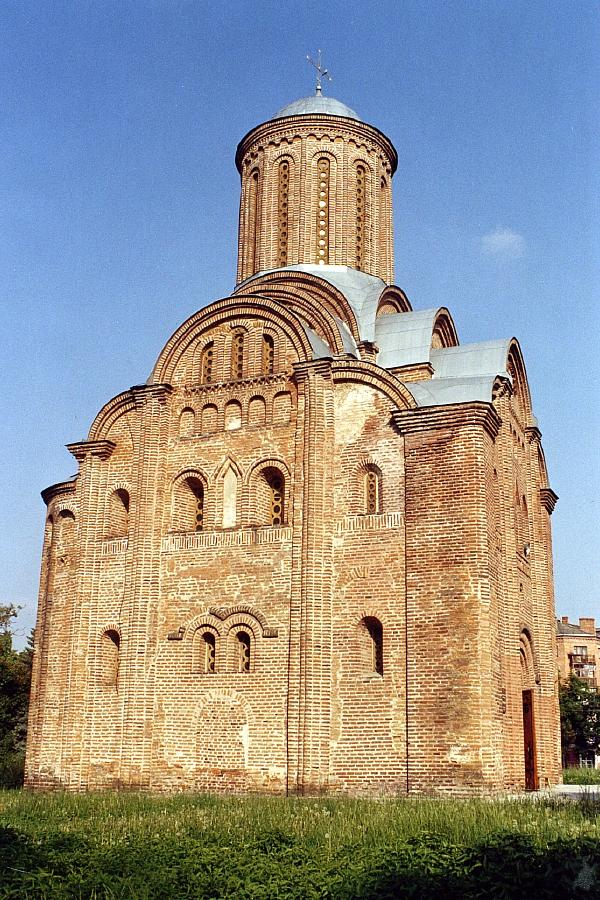
Современный вид Пятницкой церкви

Чернигов того времени — второй среди крупнейших городов на Руси (уступая первенство Киеву), важный политический, экономический и культурный центр. Здесь существовала своя денежная система. Особого развития достигло зодчество. До наших дней сохранились строения того времени: Спасский, Борисоглебский и Успенский соборы; Ильинская и Пятницкая церкви. Во время раскопок в разных частях города обнаружены фундаменты ряда гражданских сооружений, в том числе руины каменных княжеских и боярских строений. Для древнего Чернигова характерен контраст между хоромами богатых и убогими жилищами простого люда. Город славился предметами прикладного искусства.
В XI—XII веках Чернигов складывался из трёх частей, каждая из которых занимала природный выступ берега реки, была обнесена валом и отделялась одна от другой глубокими рвами. Части в летописях указываются под названиями:
- «детинец» (кремль) — административный и политический центр города, находился на горе в месте впадения правого притока Стрижня в Десну (территория современного заповедника Вал);
- «окольный град» — примыкал к детинцу с Юго-Запада, занимал большую территорию, на которой проживала основная масса населения;
- «предградье» — располагалось за окольным градом. Общая протяжённость вала предградья достигала 7 км. Древний город окружали пригородные сёла и боярские усадьбы.

Чернигов упоминается в новгородской берестяной грамоте № 1004, найденной на Троицком раскопе и датируемой 1140—1160 годами: «а то гоїмере аӏже то чьрени[г]ове {с}со женою не поменю їмѧ».
В Чернигове складывали летопись, жили и писали Владимир Мономах, игумен Даниил, князь Святослав Давыдович. На черниговской земле была создана (около 1187 года) бессмертная поэма, памятник древнерусской литературы «Слово о полку Игореве».
Экономическое и культурное развитие Чернигова происходило в тесной близости с Киевом, Новгородом и другими древнерусскими городами. Чернигов играл важную роль в становлении и развитии государства и культуры древней Руси. В XI—XII веках город несколько раз разорялся в ходе княжеских междоусобиц, а также половцами.

## Монголо-татарское иго (1239—1320 гг.)
Развитие города надолго было прервано нашестием орды ха́на Батыя. В октябре 1239 года монгольская орда под предводительством ха́на Мунке напала на Чернигов. Под стенами города развернулась жестокая битва, но силы были неравными, а помощи ждать было неоткуда. 12 октября окружённый город сдался. Воскресенская летопись сообщает: «й множество от вой (совр. — воинов) его избиено бысть и град взяша и запалиша огнём».
Раскопки полностью подтверждают летописное извещение о трагедии. Чернигов был превращён в руины, большинство жителей были либо убиты либо угнаны в рабство. Остальное население княжества ушло на север. После взятия монголами Чернигова и пленения епископа Порфирия в 1239 году, центр епархии и столица Чернигово-Северского княжества переместились в Брянск.
Позже главы (князья) города (Михаил Всеволодович и его сын Роман Михайлович Старый) были казнены из-за отказа выполнения языческого обряда, который они должны были исполнить по приказу ха́на.

## В составе Литовского княжества
Чернигов во второй половине XIV века был присоединён к Литовскому государству. Литовцы стремились превратить Чернигов в форпост на юго-восточной границе своих владений. В период 70-80-х годов XIV века была построена деревянная крепость для защиты от набегов монголо-татар. Город управлялся наместниками Литовского княжества. Из-за выгодного геополитического местонахождения город стал постепенно возрождаться. Чернигов становится транзитным пунктом не только для соли, смолы и поташа, но и для восточных товаров: шёлковых тканей, ковров, парчи, фруктов и специй.

## В составе Русского государства
Русско-литовская война 1500—1503 годов закрепила Чернигов за Русским государством. В 1531 году на территории Черниговского детинца повелением великого государя Василья Ивановича… срублен бысть град Чернигов древян. Достаточно мощная по тем временам крепость представляла собой замок-цитадель. В ней находилось 27 больших и множество маленьких пушек. Гарнизон крепости состоял из 1000 стрельцов. На протяжении XVI века цитадель успешно отбивала многочисленные польско-литовские нападения, поскольку западные соседи так и не примирились с утратой Чернигова. В 1534 году гарнизон Чернигова успешно отбил попытку киевского воеводы Андрея Немировича взять город. При вылазке многие из осаждавших были убиты, а их орудия были захвачены. На начальном этапе Ливонской войны крепость пытались штурмовать литовско-русские военачальники Филон Кмита и Михаил Вишневецкий, но несмотря на разорение округи и посада взять город им не удалось. Гарнизон во главе с князем Василием Прозоровским успешно отбил оба штурма. Неудачей окончилась и попытка штурма города войском литовско-русского магната Константина Острожского в 1579 году, хотя была вновь разорена округа, в том числе Елецкий Успенский монастырь.
Осенью 1604 года город был осаждён трёхтысячным войском Лжедмитрия I, но после того, как черниговцы узнали о сдаче Моровска, город открыл ворота и перешёл на его сторону. Присягу самозванцу приняло три черниговских воеводы. Четвёртого воеводу Н. С. Воронцова-Вельяминова за отказ принять присягу верности новому царю — казнили.
В 1610 году в Черниговские земли вторгаются поляки. В марте 1610 года отряд подкомория киевского Самуила Горностая разоряет Чернигов и сжигает крепость, а также осуществляет попытку вывезти колокола Елецкого монастыря. После пожара, учинённого поляками, город опустел и оставался без власти более десяти лет.

## В составе Речи Посполитой
После окончания Русско-польской войны в 1618 году, Чернигов по Деулинскому договору отошёл к Речи Посполитой, под властью которой находился до восстания Богдана Хмельницкого. В 1623 г. грамотой польского короля Сигизмунда ІІІ Чернигову было предоставлено Магдебургское право, хотя должностные лица не избирались, а назначались королевской администрацией. Учреждён магистрат: глава города именовался — войт, первым войтом Чернигова был шляхтич Ян Куновский. С 1635 года центр Черниговского воеводства. По условиям Магдебургского права на содержание городского самоуправления передавались земли в радиусе двух миль вокруг города, жители получили значительные привилегии — это стимулировало рост торговли и развитие ремёсел. Однако, православное население, проживавшее под властью Речи Посполитой, подвергалось национальному и религиозному гнёту со стороны поляков-католиков. К примеру, древние Борисоглебский и Успенский (перешёл под управление монахов-доминиканцев) соборы превращены в костёлы. Недовольство населения гнётом завоевателей периодически перерастает в восстания. В создавшихся условиях Россия виделась естественным союзником угнетённых, однако многочисленные обращения за помощью игнорируются. Восстания жестоко подавляются шляхтой.
В 1648 году начинается крупное восстание, создаётся черниговский полк, под командованием погибшего в 1649 году Мартына Небабы. Восстание, вспыхнув как локальный бунт Запорожской Сечи, было поддержано широкими слоями православного населения (крестьяне, горожане, дворяне) и переросло в широкое народное движение. Руководил восстанием (Освободительной войной украинского народа 1648—1654 гг.) гетман Богдан Хмельницкий. По условиям Зборовского мирного договора 1649 года Чернигов вошёл в состав Гетманщины, а по Переяславскому договору 1654 года (со всеми землями Войска Запорожского) вошёл в состав Русского царства.

## В составе Российской Империи (XVII—XX вв.)

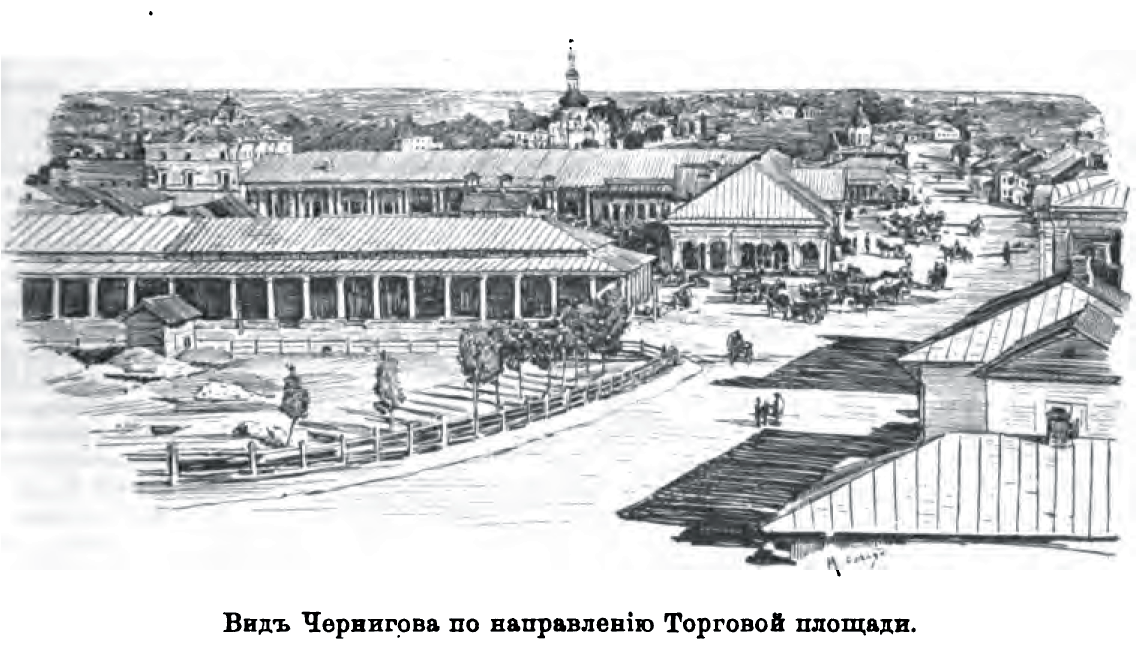
Вид Чернигова в начале XX века

В основе управления лежала войсковая единица «полк», разделённая на сотни. Несмотря на уничтожение польских государственных учреждений и шляхетских привилегий сохранившиеся магистраты, по-прежнему ведают земским управлением и городскими судами. Кроме того, в Чернигове присутствует царский воевода в ведении которого находился верхний замок и гарнизон. Тем не менее, фактическими хозяевами положения становятся гетман и полковник (в руки которого постепенно переходит городская власть). Создаются чертежи новой крепости и производится ремонт старой. Черниговские казаки принимают активное участие в боевых действиях Великой Северной войны на стороне войска Петра I. После победы под Полтавой Пётр I по дороге в Санкт-Петербург посетил Черниговскую фортецию. По его указу установлены дополнительные орудия. Со временем фортеция теряет своё значение и в 1799 году Черниговская крепость упраздняется за ненадобностью — укрепления ликвидируются, валы раскапываются. В 1899 году орудия, оставшиеся в городе, были установлены на доставленных из Киева лафетах на краю Вала, где и стоят до сих пор.
После ликвидации полкового деления на Украине, в 1781 году город становится центром наместничества. Афанасий Филимонович Шафонский в своей книге «Описание Черниговского наместничества» пишет, что Чернигов в 1786 году занимает небольшую территорию, включавшую Лесковицу, современную улицу 9 января и район Пяти Углов. Густота застройки невелика — всего 838 строений и около 6 тысяч жителей. Промышленность развита слабо — работали 8 кирпичных заводов, 14 винокурень, 3 пивоварни, 18 водяных и ветряных мельниц, 10 кузниц. Развиты кустарные промыслы.
В 1789 году указом императрицы Екатерины II в Чернигове было открыто «Главное народное училище», реорганизованное в 1805 году в мужскую гимназию.
С 1801 года Чернигов стал губернским городом образованной тогда Черниговской губернии. Население города продолжало постепенно увеличиваться: на 1897 год численность его составляла 27 716 человек, в 1913 году — уже 35 850 человек. По данным тех лет, губернский Чернигов состоял из семисот пяти домов горожан, четырёх кирпичных заводов, четырёх монастырей, двенадцати храмов, двух богаделен и прочих казённых и торговых строений. В 1786 году по указу императрицы Екатерины ІІ в Чернигове были закрыты 3 монастыря из 4-х — Борисоглебский, Троицко-Ильинский, Пятницкий. Их здания и территории переданы светским организациям.
Нашествие Наполеона на Россию в 1812 году (через Польшу, территорию современной Белоруссии и по Смоленской дороге на Москву) не привело к оккупации Чернигова. Тем не менее, многие жители Чернигова пополнили ряды казацких полков и ополчения. Черниговский драгунский полк прославился ещё 4 (16) ноября 1805 года в битве у деревни Шёнграбен в Австрии. За этот бой черниговцы первыми из кавалерийских частей получили Георгиевский Штандарт, пожалованный Императором Александром I «за подвиг при Шенграбене 4 ноября 1805 года», с Георгиевским навершием и надписью «Пять против тридцати», ставшим девизом полка на многие годы. Впоследствии полк принимал участие и в Бородинском сражении. А в 1813 году удостоен семи серебряных труб за Кацбах.
В 1831 году в Чернигове вышел первый номер первого периодического издания «Черниговские губернские ведомости», состоявший из официальной и неофициальной частей. В первой печатали указы и распоряжения властей, во второй — статьи по этнографии и культуре. Издание просуществовало до 1918 года.

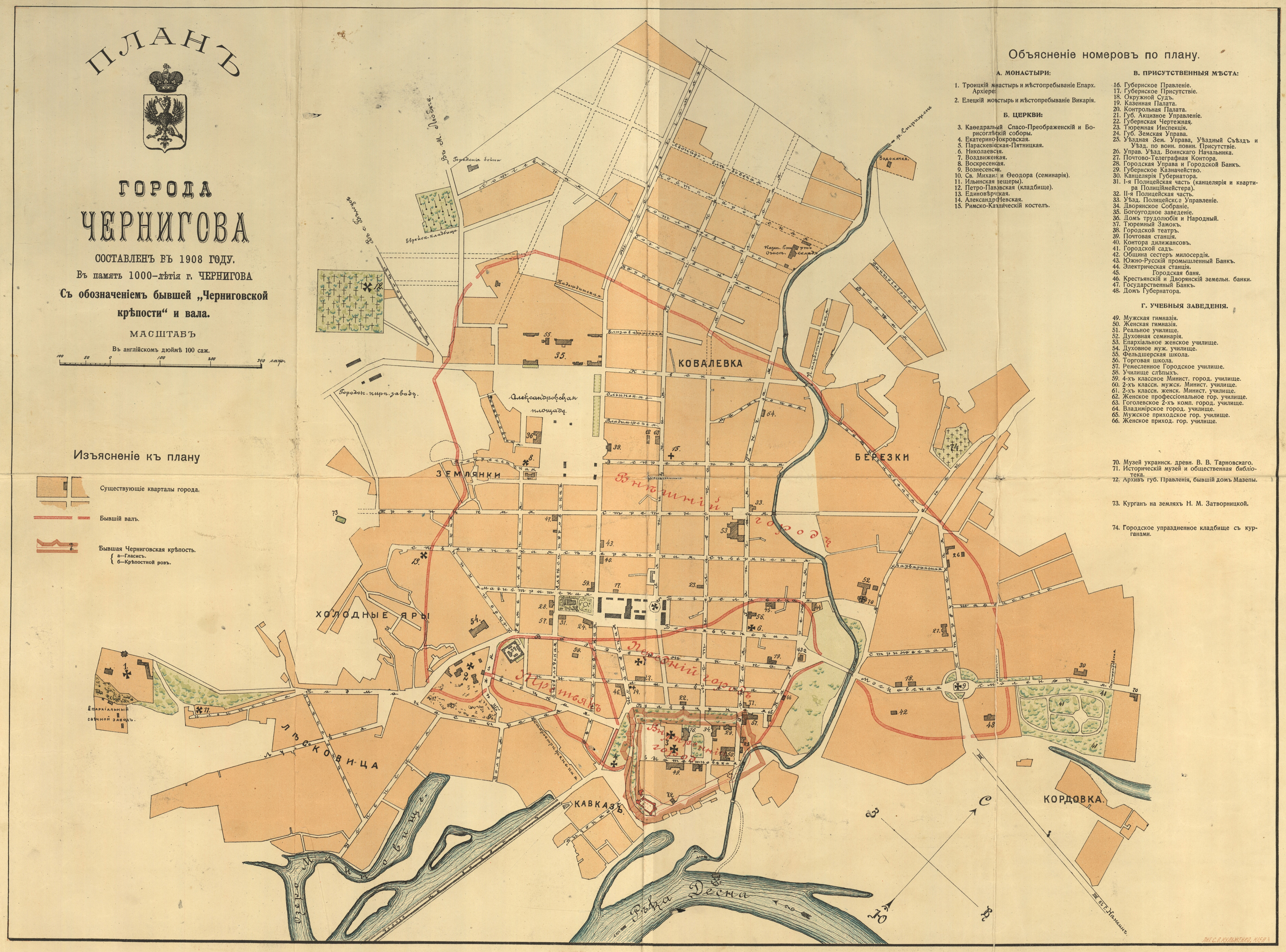
План города Чернигова 1908 года.

После отмены крепостного права с 1861 года постепенно растёт население Чернигова. Подавляющее большинство домов деревянные. Район обязательных каменных построек ограничивался Красной (базарной) площадью. Центральные улицы освещались газовыми фонарями, а с 1895 года внедрено электрическое освещение. Гужевой транспорт являлся доминирующим. Основные грузы возили по Десне. В начале XX века по шоссе «Киев — Петербург» курсируют конные дилижансы до Гомеля и Козельца.
В 1878 году начато строительство водопровода, первая часть которого была запущена в 1883 году, а завершено строительство было в 1897 году освящением и открытием водонапорной башни.
По данным переписи 1897 года в Чернигове жили 27 716 человек, из них 10 085 (36,39 %) указали украинский (в переписи — «малорусский») язык родным, идиш («еврейский») — 8 780 (31,68 %), русский («великорусский») — 7 985 (28,81 %), польский — 374 (1,35 %), другие языки — 492 (1,77 %).
Подавляющее большинство домов в Чернигове было деревянными, район обязательных каменных построек был ограничен кварталами вокруг Красной (или Базарной) площади, с сооружёнными в начале XIX века торговыми рядами. Улицы, преимущественно центральные, освещались газовыми фонарями и только в 1895 году было введено электрическое освещение.
Работали две больницы: «земская губернская» и «общины сестёр милосердия». В начале XX века появились первые частные дошкольные учреждения: двое яслей и детский сад. В Чернигове действовали 15 гостиниц, 9 трактиров и 3 буфета, почтовая и телефонная конторы, а также телефонная станция, которая в 1912 году обслуживала 138 абонентов.
С конца XIX века в городе начали функционировать отделения банков. В 1875 году был основан городской гражданский банк. Состоятельные жители Чернигова пользовались услугами ломбарда, трёх сберегательных касс и общества взаимного кредита. Ярмарки собирали четыре раза на год, и трижды в неделю базар: по понедельникам, средам и пятницам. Количество торговых учреждений быстро увеличивалось: если в 1900 году в городе насчитывалось 428 магазинов и лавок, то в 1910 году их уже 734.
Развитие экономики способствовало росту профессионального образования. В начале XX века в Чернигове действовали 3 ремесленных училища, 2 торговые школы, фельдшерская школа, а также духовное училище и духовная семинария. В 1916 году основан Педагогический (учительский) институт, который давал неполное высшее педагогическое образование. Осенью 1917 года был объявлен набор учащихся в первую смешанную гимназию с обучением на украинском языке. Согласно данным первой общей переписи населения 1897 года, около 53 % жителей Чернигова умели читать и писать. Накануне Первой мировой войны общая численность учеников в Чернигове составляла 6,2 тыс. человек.
На рубеже XIX и XX веков жили в Чернигове писатели: Михаил Коцюбинский (похоронен в Чернигове), Б. Гринченко, В. Самийленко, М. Вороный, М. Чернявский, художник И. Рашевский, историк В. Модзалевский и др. С Черниговом связаны имена писателей П. Тычины, И. Кочерги, В. Эллана-Блакитного, историков П. Савицкого, Е. Онацкого, В. Дубровского, В. Шугаевского, искусствоведа О. Гукала и др.
Гужевой транспорт по-прежнему оставался единственным средством передвижения по улицам города. В начале XX века, благодаря шоссе Киев — Петербург, между Черниговом и Гомелем с Козельцом постоянно курсировали конные дилижансы.
После Февральской революции 1917 года в Чернигове созданы отряды Свободного Казачества, и власть перешла в руки Центральной рады. При украинской власти началась украинизация (издательство «Сиверянская мысль», дневник губернского земства «Черниговщина», орган губернского Совета Крестьянских Депутатов «Народное Слово», украинские школы и т. д.).
1 февраля 1918 года в городе провозглашена Советская власть, однако уже 12 марта 1918 года австро-германские войска захватили Чернигов и город вернулся под власть правительства Украинской Народной Республики. В мае 1918 года в Чернигове создан подпольный губернский комитет большевистской партии и губревком, начала выпускаться подпольная газета «Рабочий и крестьянин». 14 декабря 1918 года началось вооружённое восстание жителей Чернигова, которое было жестоко подавлено. Вскоре на смену гетманцам пришла петлюровская Директория. 10 января 1919 года Богунский полк под командованием Н. Щорса занял позиции северо-восточнее города, а Таращанский полк под командованием В. Боженко — с юго-востока. В итоге 12 января 1919 года город был взят большевиками. Началась национализация промышленных предприятий, в пяти пунктах города открылись вечерние школы для взрослых. 11 февраля в зале Дворянских собраний был поставлен первый спектакль Союза профессиональных артистов. Начала выходить газета «Знамя Советов».
Летом 1919 года на территорию Украины вошли отряды Добровольческой армии под командованием Деникина. 30 августа деникинцы захватили Киев. 10 сентября части Красной армии начали контрнаступление из Чернигова на Киев — был занят Козелец. Но получив подкрепление, деникинцы снова перешли в наступление на Чернигов — 12 октября Чернигов был захвачен. 7 ноября 1919 года Чернигов заняли части Красной Армии и установили в городе Советскую власть.

## В составе СССР
После установления Советской власти и окончания Гражданской войны город начал быстро восстанавливаться. Из торгово-ремесленного города Чернигов превратился в промышленный центр. Рост промышленности города сопровождался интенсивным ростом населения: в 1913 году — 32 тыс., а в 1939 — уже 69 тыс.
В 1921 году начали работу чугуноплавильный, клинкерный, пивоваренный и уксусный заводы. 7 ноября 1922 года состоялось открытие завода «Октябрьский молот». В 1925 году в городе насчитывалось 11 государственных предприятий. В 1924 году начались работы по обеспечению водой рабочих предместий. Был разработан план развития города на 30 лет. Этот план предусматривал сооружение в центральной части Чернигова административных и жилых построек, а также обустройство больших массивов зелёных насаждений. Промышленные предприятия выводятся за пределы жилой застройки.
В 1927—1929 построена новая электростанция. В 1928 создано объединение Черниговских кирпичных заводов «Кирпич» и завершено строительство железной дороги Чернигов — Гомель. Через два года введена в эксплуатацию железнодорожная линия Чернигов — Овруч, а в начале 1931 года в городе уже функционировал один из самых больших железнодорожных узлов в северной Украине. Годом позже начали работу судоремонтные мастерские. В это время количество предприятий достигло 32, а количество работающих на них превысило 1000.
В 1925—1930 годах Чернигов был центром Черниговского округа. В 1932 году образована Черниговская область. Согласно переписи 1926 года Чернигов насчитывал 35 200 жителей, в том числе 57 % украинцев, 20 % русских и 10 % евреев.
Чернигов сохраняет своё значение культурного центра в 1920-х — начале 1930-х годов. Здесь действовали: Исторический музей (прежний музей Тарновского, значительно обогащённый), архив научного общества, Институт народного образования (с 1920 года). Деятельность этих учреждений была плотно связана с ВУАН, в частности с её исторической секцией и Археологическим комитетом, с центральными историческими архивами в Киеве и Харькове, Институтом украинской культуры им. Д. Багалия (Харьков) и др. В 1926 году открыт театр им. Шевченко.
В 1934 году открылись музей М. М. Коцюбинского и областная филармония. В 1936 году построен стадион. В 1937 году — основана библиотека для детей. В 1939 — возведён кинотеатр им. Н. Щорса.
В годы первых пятилеток благодаря росту промышленности население Чернигова увеличилось, и в 1934 году в Чернигове проживало 68,6 тыс. человек, действовало 57 промышленных предприятий, работало 109 предприятий розничной торговли и 34 — общественного питания. Система медицинского обслуживания состояла из городской больницы, 6 поликлиник, 2 специальных диспансеров, психиатрической и физиотерапевтической больниц, 13 медпунктов и 5 рентгеновских кабинетов. В городе насчитывалось 14 средних и неполных средних школ, 2 вуза и 4 техникума, а также 8 вечерних школ для взрослых.

### Великая Отечественная война

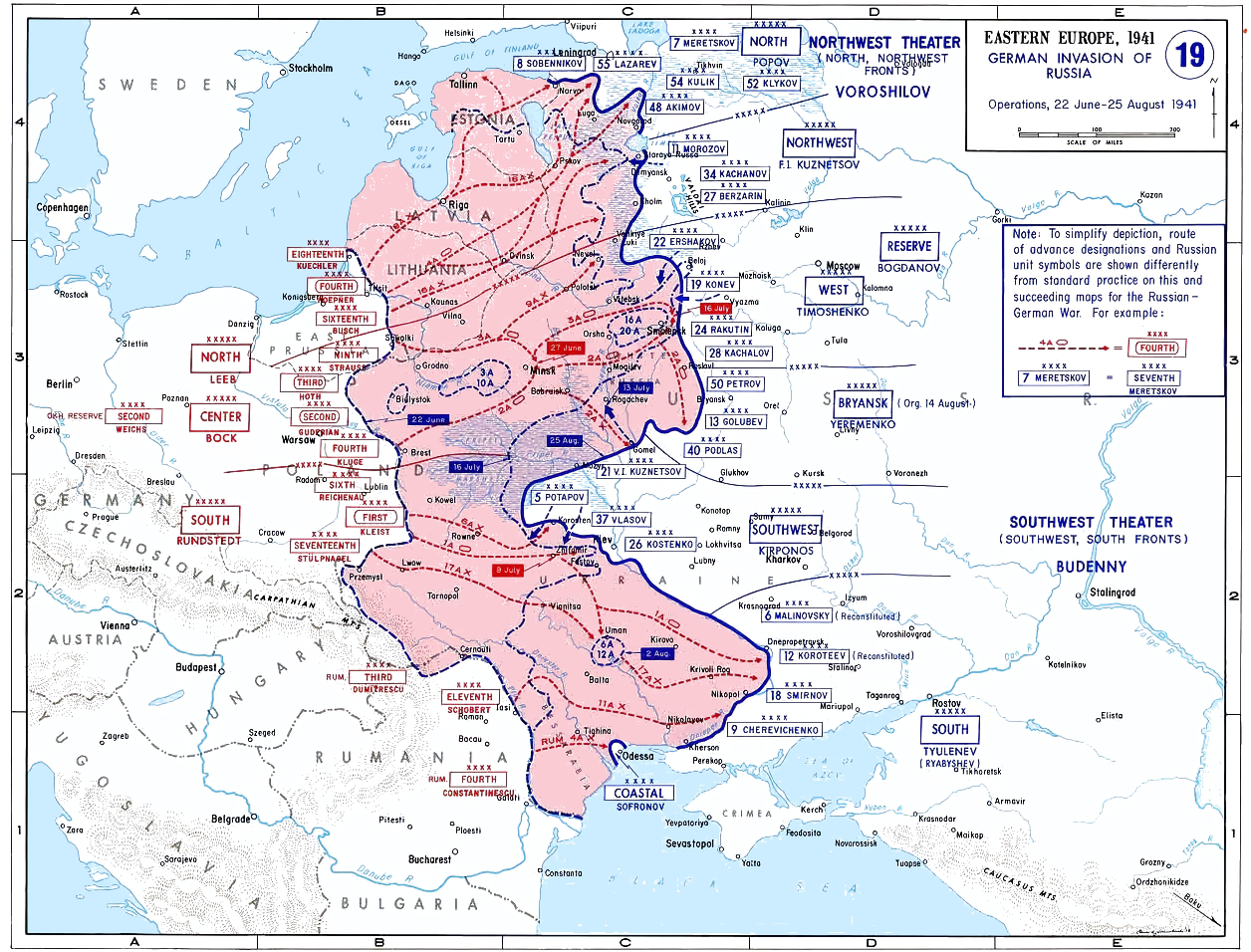
Состояние фронтов на июнь-август 1941 года

После тяжёлых боёв июля и августа, в которых советские войска не смогли остановить надвигающиеся войска противника, силы немецкой группы армий «Юг» вышли к Днепру на всём течении от Херсона до Киева. Группа армий «Центр», наступая севернее припятских болот, продвинулась до Смоленска.
20 августа передовые части 1-й танковой армии вермахта (командующий: Эвальд фон Клейст) перешли Днепр в районе г. Запорожье. После упорных боёв была также захвачена понтонная переправа в Днепропетровске. Одновременно 17-й армии вермахта (командующий: Карл фон Штюльпнагель) удалось форсировать Днепр у Кременчуга и создать плацдарм на левом берегу реки до Черкасс. 6-я армия вермахта (командующий: Вальтер фон Рейхенау) вплотную подошла к Киеву.
Таким образом, оказались под угрозой окружения силы советского Юго-Западного фронта, расположенные в излучине Днепра. Здесь были сосредоточены пять советских армий (с севера на юг): 21-я (командующий: В. Кузнецов), 5-я (командующий: М. Потапов), 37-я (командующий: А. Власов), 26-я (командующий: Ф. Костенко), 38-я (командующий: Д. Рябышев).
24 августа танковая группа «Гудериан» (командующий: Г. Гудериан) начала наступление против войск фронта в направлении Конотопа. Несколькими днями позже из района Кременчуга ей навстречу начала боевые действия 1-я танковая армия Клейста, одновременно нанося дополнительный удар на Полтаву, но вскоре всеми силами развернувшаяся на северо-восток. К исходу августа части под командованием Гудериана сумели захватить два плацдарма на р. Десна — у Коропа и Новгорода-Северского, угрожая выйти в глубокий тыл войск Юго-Западного фронта. В первых числах сентября здесь развернулись ожесточённые бои.
Бои за Чернигов начались 28 августа 1941 года, когда 2-я немецкая армия (командующий: М. фон Вейхс) начала наступление из района Гомеля на оборонявшие город части 5-й армии Юго-Западного фронта (командующий: М. Потапов). Одновременно зажимая в тиски 21-ю армию Брянского фронта, восточнее продвигались части танковой группы Гудериана, в направлении на Конотоп. Тогда же немецкая авиация подвергла Чернигов массированным бомбардировкам. Были разрушены все промышленные предприятия, культурно-просветительские и медицинские учреждения, многие архитектурные и исторические памятники, свыше 70 % жилого фонда.
В состав советской 5-й армии, непосредственно участвовавшие в боях за город входили: 15-й стрелковый корпус (командир: полковник М. Бланк), остатки (без танков) 9-го механизированного корпуса (командир: генерал-майор А. Маслов), а также переброшенные на усиление части 1-го воздушно-десантного корпуса, в частности, 204-я воздушно-десантная бригада.
В ночь на 9 сентября 1941 года гитлеровцы захватили Чернигов. Началась двухлетняя оккупация, сопровождавшаяся массовыми расстрелами и отправкой на принудительные работы в Германии мирных граждан.
В годы войны Черниговская область стала краем активной партизанской борьбы — в области были созданы и активно действовали партизанские объединения под руководством секретаря обкома партии А. Фёдорова, Н. Попудренко, Н. Таранущенко, Ю. Збанацкого и других. Свыше 12 тыс. партизан нанесли огромный ущерб врагу.
Бои за освобождение Чернигова начались в середине сентября 1943 года и осуществлялись силами 13-й армии Центрального фронта (командир: генерал-лейтенанта Н. Пухов). Фронтовая наступательная операция советских войск Центрального фронта в Великой Отечественной войне осуществлялась как составная часть Черниговско-Полтавской стратегической операции — первого этапа битвы за Днепр.
8 сентября 76-я гвардейская стрелковая дивизия выступила из района Орла под Чернигов. За трое суток непрерывного наступления она продвинулась на 70 км и на рассвете 20 сентября подошла к деревне Товстолес, в трёх километрах северо-восточнее Чернигова, а затем, 21 сентября 1943 года, овладев городом и после трёхдневных упорных боёв областью, продолжила наступление на запад. Приказом Верховного Главнокомандующего от 21 сентября 1943 года № 20 дивизии была объявлена благодарность и присвоено почётное наименование Черниговская.
В ходе операции были разгромлены противостоящие войска Вермахта, был форсирован Днепр, оказана существенная помощь войскам Воронежского фронта и Степного фронта.
Война превратила Чернигов в сплошные руины. Было полностью уничтожено 50 и сильно разрушено 57 промышленных сооружений, разрушено железнодорожное хозяйство, электростанция, радиоузел, телефонная связь. В результате военных действий город лишился 70 % жилого фонда. Чернигов начал отстраиваться практически заново. Уже в конце 1943 года начались занятия в школах, а в 1944 году — в учительском институте. В 1946 году в Чернигов вернулись эвакуированные в Уфу экспонаты музея М. М. Коцюбинского. В ноябре 1947 года в Чернигове прошёл открытый судебный процесс над 13 венгерскими и 3 немецкими военными преступниками. В 1948 году население города обслуживал 91 врач и 279 работников из числа среднего медицинского персонала. 1949 год — снова заработала фабрика музыкальных инструментов. В 1950 году был построен железнодорожный мост через Десну, а в 1951 году открыт железнодорожный вокзал. В 1956 году Чернигов начал получать природный газ и в 1957 году началось строительство завода по производству химических волокон.

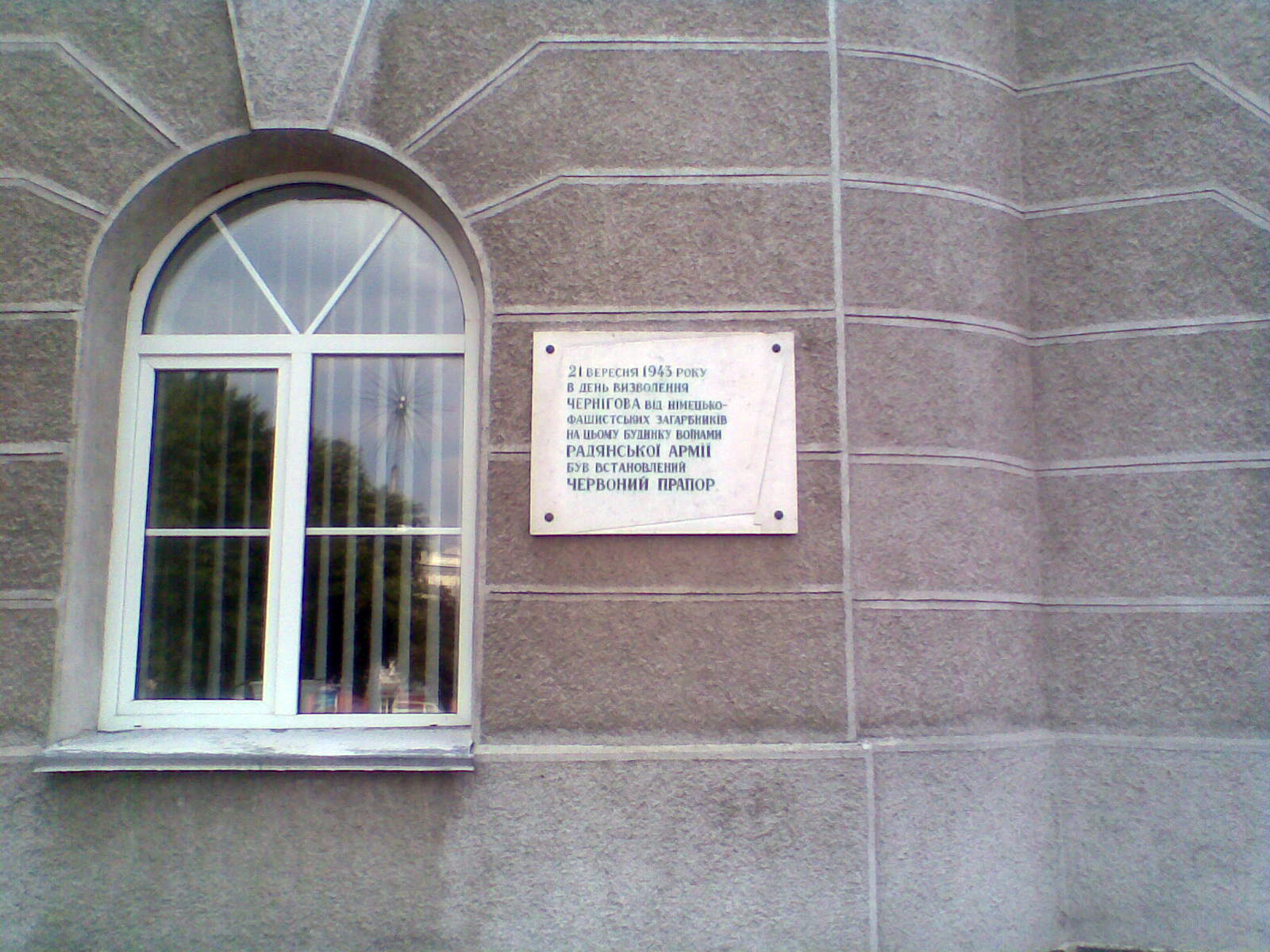
Памятная доска об освобождении Чернигова 21 сентября 1943 года.

### Восстановление после войны
После Великой Отечественной войны Чернигов отстроен по генеральному плану (1945, 1958 и 1968) и реконструирован. Центр города совершенно перестроен в 1950—1955 годах (архитекторы П. Буклавский, И. Ягодовский): возникли новые улицы, построены новые кварталы, зазеленели новые бульвары, скверы и парки. Основные магистрали города застраиваются 3—5-этажными домами. Строители широко используют типовые проекты из сборного железобетона. К 1960 году было построено 300 тыс. м² жилья.
В ходе четвёртой пятилетки из руин были подняты цеха промышленных предприятий города, созданы новые предприятия, воссоздан железнодорожный вокзал, мосты через реку Десну, речной порт. Промышленность Чернигова достигла довоенного уровня в начале 1950-х годов.
Ведущие отрасли промышленности: химическая, пищевая, лёгкая, строительных материалов, деревообрабатывающая. Предприятия: Черниговская фабрика музыкальных инструментов (с 1934 года), фабрики первичной обработки шерсти, швейная, обувная; предприятия пищевой промышленности: мясокомбинат, фабрики — молочная, пивоваренная, кондитерская, макаронная, овощехранилище; заводы — железобетонных изделий, бетонный, ремонтно-механический, деревообрабатывающий и овощесушильный.
Важным событием в культурной жизни города стало открытие в 1959 году нового здания театра им. Т. Г. Шевченко (архитекторы С. Фридлин и С. Тутученко).
В декабре 1959 года начал работу черниговский завод синтетического волокна (Черниговхимволокно). В сентябре 1960 года произвёл первый набор студентов Черниговский филиал Киевского политехнического института (сейчас Черниговский национальный технологический университет). В 1961 году введена в эксплуатацию первая турбина новой Черниговской ТЭЦ.
В 1964 году в Чернигове заработало «Черниговское троллейбусное управление» и на маршруты выехали первые 22 троллейбуса.
В 1970 году открыл свои двери новый Дворец пионеров (сейчас Дворец школьников). В 1975 году открылся торговый центр «Дружба», в 1976 году — кукольный театр.
Промышленный рост города привёл к тому, что к 1979 году количество населения возросло до 240 тыс.
В 1974 город расширен и разделён на два района: Деснянский и Новозаводский.
В 1980 году был разработан новый план реконструкции Чернигова. В ходе его реализации возведён гостинично-ресторанный комплекс «Градецкий» (1981), кинотеатр «Победа» (1984), начато строительство средней школы № 12 и издательского комплекса «Десна».
Население Чернигова росло быстро: 1959 год — 90 тыс. (украинцы составляли 69 %, русские — 20 %, евреи — 8 %, поляки — 1 %), 1970—159 тыс., 1980—245 тыс. человек. К 1982 году численность населения достигла 257 тыс. человек.
В 1986 году произошла самая страшная трагедия, которую довелось пережить Чернигову за весь послевоенный период — авария на Чернобыльской АЭС. Расстояние от города до АЭС — всего 80 км. И хотя Чернигов не попал в зону радиоактивного заражения, многие жители города, приняв участие в ликвидации, отдали свои жизни и здоровье. В ознаменование десятилетия этой общенародной трагедии на Аллее Героев установлен бронзовый памятник.
По данным переписи 1989 года, украинцы составляли 80,2 % населения Чернигова, русские — 15,8 %. Украинский язык родным назвали 65,5 % черниговцев, русский — 33,1 %.

## В независимой Украине
По данным переписи 2001 года, население города составляло 299 038 человек. Украинцы составляли 86,27 % населения города, русские — 10,63 %, белорусы — 1,15 %. Украинский язык родным назвали 74,01 % черниговцев, русский — 24,50 %.
В 2003 году на основе нескольких обанкротившихся предприятий (Черниговавтодеталь, ЧЗСА) был сформирован Черниговский автозавод. Первый автобус с конвейера ЧАЗа сошёл 19 сентября 2003 года.
Черниговские автобусы в течение десяти лет вытеснили из городов Украины неудобные и некачественные маршрутки кустарного производства. В 2010 году предприятие приступило к производству первого черниговского троллейбуса. В 2011 году, ко Дню Независимости — предприятие изготовило первую единицу, с названием БКМ-321 и передало его городу. С 2010-х предприятие стабильно выпускает троллейбусы (до 20 шт. в год) и автобусы (партиями до 20 шт. в месяц).
Недавно Чернигов признан экологически чистейшим городом Украины. По-прежнему основное богатство города составляет наследство прошлых поколений — монументальные сооружения XI—XVIII веков и гражданская архитектура XIX — начала XX веков.

### Осада Чернигова российскими войсками

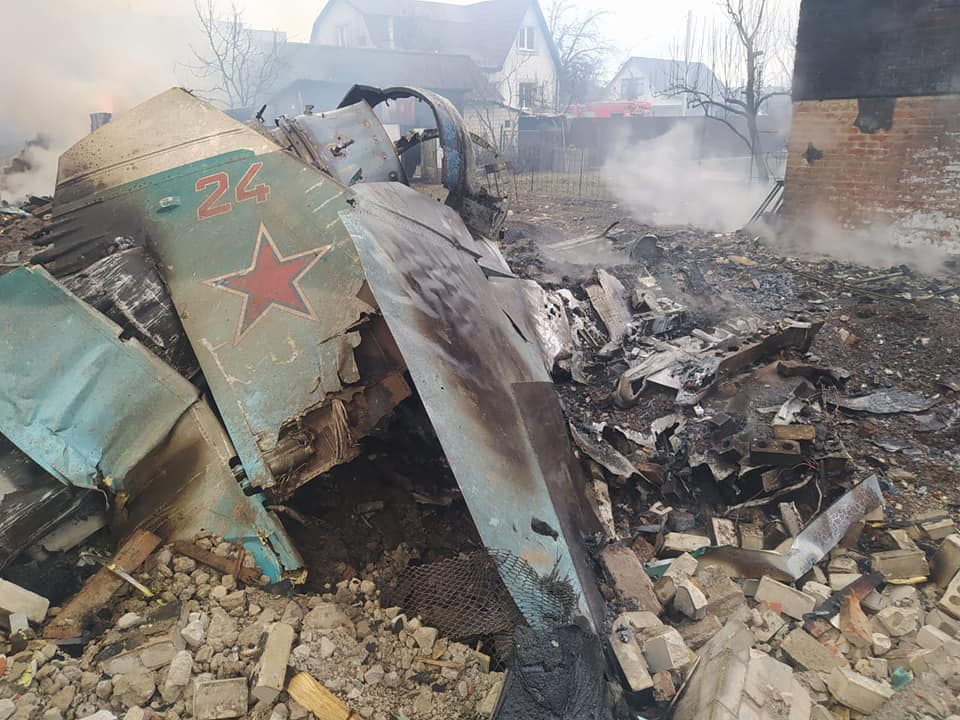
Обломки российского Су-34, бортовой номер «24 Красный», сбитого над Черниговом

Во время российского вторжения в Украину в 2022 году Чернигов и его пригород подвергся значительным разрушениям в результате обстрелов и авиаударов  .